# House Party (Jimmy Smith)
| Recensione | Giudizio |
| ---------- | -------- |
| AllMusic   | [ 2 ]    |

House Party è un album discografico dell'organista jazz statunitense Jimmy Smith, pubblicato dalla casa discografica Blue Note Records nel gennaio del 1959.

## Tracce

### LP
Lato A
1. Au Privave – 15:07 (Charlie Parker) – Registrato il 25 febbraio 1958
2. Lover Man – 6:58 (Roger "Ram" Ramirez) – Registrato il 25 febbraio 1958

Lato B
1. Just Friends – 15:13 (Sam M. Lewis, John Klenner) – Registrato il 25 agosto 1957
2. Blues After All – 6:04 (Kenny Burrell) – Registrato il 25 agosto 1957

### CD
Edizione CD del 2000, pubblicato dalla Blue Note Records (7243 5 24542 2 8)
1. Au Privave – 15:07 (Charlie Parker)
2. Lover Man – 6:58 (Roger "Ram" Ramirez)
3. Just Friends – 15:13 (Sam M. Lewis, John Klenner)
4. Blues After All – 6:04 (Kenny Burrell)
5. Confirmation – 10:32 (Charlie Parker) – Traccia bonus - Registrato il 25 febbraio 1958

## Musicisti
Au Privave / Confirmation
- Jimmy Smith - organo
- Lou Donaldson - sassofono alto
- Tina Brooks - sassofono tenore
- Lee Morgan - tromba
- Kenny Burrell - chitarra
- Art Blakey - batteria

Lover Man
- Jimmy Smith - organo
- Lou Donaldson - sassofono alto
- Eddie McFadden - chitarra
- Donald Bailey - batteria

Just Friends / Blues After All
- Jimmy Smith - organo
- Lee Morgan - tromba
- Curtis Fuller - trombone
- George Coleman - sassofono alto
- Eddie McFadden - chitarra (brano: Just Friends)
- Kenny Burrell - chitarra (brano: Blues After All)
- Donald Bailey - batteria

Note aggiuntive
- Alfred Lion - produttore
- Rudy Van Gelder - ingegnere delle registrazioni
- Francis Wolff - foto copertina album originale
- Robert Levin - note retrocopertina album originale [3]